# Albert Wappler
Albert Wappler (* 11. Oktober 1927 in Lichtenau; † 15. August 2002 in Chemnitz) war ein deutscher Politiker (SED) und Gewerkschafter. Er war Abgeordneter der Volkskammer der DDR und Vorsitzender des Bezirksvorstandes Karl-Marx-Stadt des Freien Deutschen Gewerkschaftsbundes (FDGB).

## Leben
Wappler, Sohn eines Reichsbahnarbeiters, absolvierte zwischen 1942 und 1944 eine kaufmännische Lehre in einer Firma für Feinbürsten in Stützengrün und die Höhere Handelsschule in Eibenstock. Von November 1944 bis Mai 1945 war er im Reichsarbeitsdienst und Soldat der Wehrmacht. 
Von Juli 1945 bis 1947 arbeitete er als Industriekaufmann. 1945 trat er der SPD bei, 1946 der SED und dem FDGB. Von 1948 bis 1950 war er BGL-Vorsitzender in der Konsum-Bürstenfabrik Stützengrün. Von 1948 bis 1953 war er Mitglied der Ortsparteileitung der SED und Gemeindevertreter in Lichtenau sowie von Februar 1950 bis Juni 1952 Mitarbeiter, von Juli 1952 bis Februar 1955 Kreissekretär der Nationalen Front in Aue. 1954/55 besuchte er die SED-Bezirksparteischule Karl-Marx-Stadt. Von Februar 1955 bis September 1959 war er Erster Sekretär der SED-Kreisleitung Freiberg sowie Abgeordneter des Kreistages.
Zwischen 1956 und 1962 absolvierte Wappler ein Fernstudium an der Parteihochschule „Karl Marx“, das er als Diplom-Gesellschaftswissenschaftler abschloss. 
1956 wurde er Mitglied der SED-Bezirksleitung Karl-Marx-Stadt. Von Oktober 1959 bis November 1967 wirkte er als Sekretär für Agitation und Propaganda bzw. als Leiter der Ideologischen Kommission der SED-Bezirksleitung Karl-Marx-Stadt. Ab 1960 war er Mitglied des Bezirksausschusses des Nationalrates der Nationalen Front und Abgeordneter des Bezirkstages Karl-Marx-Stadt, ab 1969 Mitglied des Nationalrates. 
Von November 1967 bis November 1989 war Wappler Vorsitzender des FDGB-Bezirksvorstandes Karl-Marx-Stadt. Von November 1968 bis 1989 war er Mitglied des FDGB-Bundesvorstandes, von Juni 1972 bis 1989 auch Mitglied seines Präsidiums. Von 1976 bis März 1990 war er – als Mitglied der FDGB-Fraktion – Abgeordneter der Volkskammer der DDR.
Von Februar bis April 1990 arbeitete er als Mitarbeiter beim Rat der Stadt Karl-Marx-Stadt und ging im Mai 1990 in den Vorruhestand. Er war ab 1990 Mitglied der Partei des Demokratischen Sozialismus (PDS). Wappler starb im Alter von 74 Jahren.

## Auszeichnungen
- Verdienstmedaille der DDR (1959)
- Ernst-Moritz-Arndt-Medaille (1961)
- Vaterländischer Verdienstorden in Bronze (1964), in Silber (1969) und in Gold (1987)
- Orden „Banner der Arbeit“, Stufe 1 (1974)
- Hufelandmedaille in Gold (1975)
- Ehrenmedaille für hervorragende und verdienstvolle Gewerkschaftsarbeit in der DDR (1985)
- Fritz-Heckert-Medaille in Gold[1]